# Henryk Apostel
Henryk Paweł Apostel (Beuthen, Németország, 1941. január 29. –) lengyel labdarúgó-középpályás, edző.

## Pályafutása

### Klubcsapatban
1959 és 1962 között a Polonia Bytom, 1962 és 1968 között, illetve 1970-ben a Legia Warszawa, 1971–72-ben a Śląsk Wrocław, 1974-ben a Polonia Warszawa labdarúgója volt. Közben 1969-ben, 1973–74-ben és 1976-ban az amerikai Orły Chicago csapatában szerepelt.

### A válogatottban
1962-ben egy alkalommal szerepelt a lengyel válogatottban.

### Edzőként
1974 és 1977 között a Pogoń Siedlce vezetőedzője volt. 1977 és 1981 között a lengyel U18-as, 1983–84-ben az U21-es válogatott szövetségi kapitánya volt.
1984 és 1988 között a Śląsk Wrocław, 1988-ban a Lech Poznań, 1988 és 1991 között az amerikai Orły Chicago, 1991 és 1993 között ismét a Lech Poznań, 1993-ban a Górnik Zabrze vezetőedzőjeként tevékenykedett.
1994–95-ben a lengyel válogatott szakmai munkáját irányított szövetségi kapitányként. 1996–97-ben a Wisła Kraków, 1997-ben ismét a Górnik Zabrze vezetőedzője volt.